# 巴比教
巴比教，也叫巴布派、巴比运动（波斯语: بابی ها Bábí há），是1844-1852年在波斯兴起的一场宗教运动，后传播到奥斯曼帝国，尤其是塞浦路斯。创立者设拉子人赛义德·阿里·穆罕默德采用了巴孛的称号，意为“大门”，这是伊斯兰教什叶派的神学名词。与其他的弥赛亚运动不同，巴比教与伊斯兰教决裂，建立了新的宗教体系。1850年代，巴比教被伊斯兰神职阶层和政府激烈镇压，随后诞生了巴哈伊信仰。巴哈伊信仰把巴比运动看做自己的前身，从而给予了巴比运动新的意义。
巴比运动形成于1844年，发展至1852年在波斯至全盛。此后，在其被流放至奥斯曼帝国期间，特别在塞浦路斯时，仍以地下状态存在。巴哈运动是伊斯兰弥赛亚运动中较为有影响力的一个，其与伊斯兰教完全决裂，并带来了与自己的律法，教义与实践。同时，巴比运动暴力反抗神职人员和政府统治。巴比运动最后发展为巴哈伊信仰，巴哈伊信仰的信徒认为他们自己的宗教是巴孛创立的宗教的继承者。根据巴哈伊信仰的记载，巴孛的遗体被少量巴比信徒暗中保护起来，并依据巴哈欧拉与其后阿博都巴哈的命令被转移到伊斯法罕、 克尔曼沙赫、巴格达、大马士革、贝鲁特，最终于1899年到达卡梅尔山下的平原，即以色列的阿卡。依阿博都巴哈的计划，1909年3月21日，巴孛的遗体被葬于现今位于以色列海法的卡梅尔山上，埋葬地点被成为巴孛陵寝。

## 教义
巴孛的教义可以被粗略的分为三个阶段。他早期的教义主要关于对《古兰经》与其他圣训的阐释，这种阐释方式贯穿了他三阶段的教义。后面两阶段分别侧重于哲学阐释和律法声明上。在哲学阐释阶段，巴孛做了关于存在与创世的形而上学解释。在律法声明阶段，巴孛则将其神秘主义与历史原则明确的作出连接。对巴孛在三阶段著作的分析显示，巴孛所有的教义都是同一原则的不同维度和不同形式的体现。

### 隐遁伊玛目
伊斯兰什叶派的十二伊玛目派认为，最后一位伊玛目，也就是被称为马赫迪第十二位伊玛目在隐遁后只通过特定的代理人与其追随者对话，而在其最后一位代理人去世后，他则对其信众完全隐遁起来。什叶派穆斯林相信，当世界处于被压迫的状态时，伊玛目马赫迪会再次出现，并在世界终结与审判日前，在世间重建真的宗教。
巴比信徒认为巴孛就是马赫迪的再临，虽然关于隐遁的教义与其巴孛并非完全一致，但是巴孛认为，他与一千年前已经去世的马赫迪在当然物理上并不是同一人，而马赫迪的再临是象征意义上的。巴比信徒同样认为，之前关于马赫迪伊玛目的启示同样是就符号意义而言的。此外，巴孛认为，他不仅仅实现了什叶派对马赫迪的期待，同时也带来到了新的预言。

### 再临、审判日和连续启示
巴孛认为，他的启示带来的天启周期，是伊斯兰之后一个新的天启周期，而什叶派使用的“再临”、“审判日”、“天堂”和“地狱”等词汇是一种象征。巴孛指出，“再临”是指新启示的出现，而使死人复活则是指那些远离真宗教的人的精神觉醒。巴孛还指出，审判日是指新上帝的显示者的到来时，人们对其的接受和拒绝的过程。 因此，巴孛认为他的启示的出现即为未日的到来，同时也是也是预言中的先知的再临。而前面末日一词本身，则是象征上一个天启周期的结束。
在《波斯语巴扬经》中，巴孛指出，宗教教义的不断启示为不断更新人类的宗教。这一连续启示的概念预言了巴孛之后还有先知这一事实。

### 上帝将要显圣的祂
巴孛在宣示他的显圣者地位的同时，也表明了他不是最后一位显圣者。巴孛的一个核心教义是关于诸多宗教都提到的应允者，巴孛称那位应允者为“上帝将要显圣的祂”，并认为那位应允者将很快在世上建立其国度。巴孛在其所著中多次恳求其追随者跟随上帝将要显圣的祂，不要像穆斯林拒绝他自己的显圣者地位那样拒绝那位应允者。 

### 宗教律法
巴孛在《波斯语巴扬经》中废除了伊斯兰律法，并颁布了巴比律法，这象征一个区别与伊斯兰教的新宗教的诞生。如改变基卜拉的方向至巴孛在设拉子的居所，以及将太阳历修改为成为巴哈伊历法基础的一年十九个月、每个月十九天的历法，巴孛将此律法中的最后一个月定为斋月。
巴孛也建立了一定数量的宗教仪式与仪轨。其中包括只在必要的时候携带武器，坐在椅子上的义务，倡导基督徒的洁净的特质，禁止残酷对待动物，禁止虐待儿童，推荐印刷书籍与圣作，禁止学习消失的语言等。巴孛亦对有关朝圣，斋戒，戒指的制造，香水的使用以及死者的清洁与处置作出了详细规定。

## 历史

### 背景
什叶派穆斯林的十二伊玛目派把伊玛目马赫迪视为第最后一位伊玛目。他们主张马赫迪在在874年隐遁起来，而那之后伊玛目和穆斯林社区的交流只能通过中间人进行。在940年，第四位中间人称马赫迪已经进入了大隐遁时期，即完全停止了与社团的联系。根据十二伊玛目派的信仰，隐遁的伊玛目依然存在上这个世界上，但因为避免见于其敌人，他只会在最后的审判前期出现。而那时，并隐遁的伊玛目将开始对邪恶的神圣战争，击倒不信者，开始正义的统治。
在1830年代的卡扎尔王朝，赛义德·卡齐姆·拉什提是十二伊玛目派中谢赫派的领袖。谢赫派是期待不久的将来即将再临的伊玛目的团体。在1843年卡齐姆·拉什提去世后，他的追随者离开家乡去寻找此时代的王即伊玛目马赫迪，并认为他的出现将震撼世界。

### 起源
在1844年5月22日，大呼罗珊的博什鲁耶县的一位知名的赛义德·卡齐姆的追随者根据其师傅的介绍来到设拉子寻找马赫迪。在穆拉·侯赛因到达设拉子不久以后，他就与巴孛见面了。1844年5月22日夜晚，穆拉·侯赛因受邀前往巴孛寓所，当晚，他告诉巴孛说他正在寻找卡齐姆可能的继任者。巴孛私下告诉穆拉·侯赛因，他就是卡齐姆的继任者，神圣知识的掌握者。经过22日傍晚至23日黎明的思考后，穆拉·侯赛因成为第一个接受巴孛，承认他为真理之门和一个新的显圣周期的使者；巴孛满意地回答了穆拉·侯赛因所有的问题，当场快速启示了优素福章的经注，后被称为《加尧穆勒-阿斯玛》，这被认为是巴孛的第一份启示，尽管其之前曾经就開端章及黃牛章撰写过经注。那之后，当晚及次日被巴哈伊信仰视作圣日。
在穆拉·侯赛因接受了巴孛的宣示后，巴孛命令他在十七个人独立地承认了巴孛的地位之前，不能公开传播其启示。
在五个月内，十七位其他赛义德·卡齐姆的追随者独立地承认了巴孛上帝显圣者的地位。其中有一名女诗人，被授以塔荷蕾（纯洁者）的称号。这18个人后来被称为新生字母，担当着将新信仰传遍伊朗和伊拉克的使命。巴孛非常强调这18人的灵性地位，他们与巴孛一起，构成了他宗教的第一次「合一」（Unity--阿拉伯语 Wáhid）
在他宣示后不久，即采用了巴孛这一称号。而在几年之内，巴孛的追随者遍布了整个伊朗，并引起了争议。在早期的圣作中，人们认为其为通向隐遁的第十二任伊玛目的大门，但是巴孛公开否定了这种说法。随后，在波斯王位继承人及其他重要人物在场的时候，他公开宣称自己即为马赫迪。在巴孛的著作中，他将亦曾将自己界定为通往马赫迪的大门，后来则表明自己的地位等同于隐遁的伊玛目及新的上帝的使者。Saiedi认为，巴孛的圣作在整体上是有一贯性的，而并非中间有离断，或中途改变了想法，而巴孛身份的逐渐被揭开是由现实状况下多样性中的统一原则所界定的。对他的早期信徒而言，他的具体地位问题并不清楚，而他们逐渐被告知，他并非仅仅是通向隐遁的伊玛目的大门，而是隐遁的伊玛目的显现，和卡伊姆本身。在他与穆拉·侯赛因早期的接触中，他把自己称作主和被允诺者，不仅仅是赛义德·卡齐姆的继任者，而是宣告了先知的地位，并不仅仅由隐遁的伊玛目委派，而是直接来源于神权。他早期的文本如优素福章的经注使用了古兰经式的语言，暗示了他的神圣统权，并表明了自己伊玛目的地位。当穆拉·阿里-巴斯塔米，第二位新生字母因为传导巴孛的信仰而在巴格达被审时，神职人员研读了优素福章的评论，从中发现了作者声称的神启，并且从中引用大量文字来说明，作者为自己作了弥赛亚的宣示。

### 传播
巴孛宣示的消息由新生字母传播至伊拉克。而这个消息经由1845年1月8日的一份关于第二位新生字母穆拉-阿里·巴斯塔米命运的外交报道传播至外界。这篇报道最初由罗林森写给特拉特福德·坎宁。 1846年，奥斯曼帝国法院判穆拉-阿里·巴斯塔米在海军造船厂服劳役。奥斯曼帝国统治者当时拒绝驱逐他，因为其认为这将难以控制他的活动且无法阻止他继续散布错误观念。随后，库杜斯及其他早期追随者被派往设拉子公开传播这一新宗教。巴孛发起的各种活动，例如公开讲道和回答社区的疑问此时主要由新生字母负责。然而，这些活动激起了伊斯兰神职人员的反对，并促使设拉子省省长下令逮捕巴孛。巴孛得知逮捕令后，在1845年6月离开布什爾省前往设拉子，并向当局自首。这一系列事件于1845年11月1日在《泰晤士报》上发表，成为西方世界对这一新宗教的第次公开报道。这一故事也在12月15日登上了《文学报》，进一步引发了反响。 此后，巴孛一直被软禁在其叔叔家中，直到1846年9月霍乱在该市爆发后被释放。
巴孛被释放后移居至伊斯法罕省。很多人都去巴孛的同情者，当地教士的首领的家中去见巴孛。在一个非正式的聚会中，巴孛和本地的教士进行了辩论，并展现了其在短时间内作诗的能力，这进一步扩大了他的影响力。在巴孛的支持者，伊斯法罕的省长，格魯吉亞裔伊朗人Manouchehr Khan Gorjian去世后，伊斯法罕省的教士们要求对巴孛进行处理的压力使得穆罕默德沙·卡扎爾沙阿在1847年1月下令将巴孛带至德黑兰。经过了在德黑兰城外几个月等待，在巴孛即将与沙阿见面之前，首相将巴孛送到国家西北角的大不里士，而后是马库，最后在奇赫里特被关押了起来。在被关押期间，据说巴孛对看守的耐心与高贵留下了映像。而巴孛与支持者的联系虽然没有被完全切断，但是已经极其困难了。很多都以信件的形式进行，因为他无法直接对公众发表他的想法。随着教义被其追随者越传越广，巴孛本人所受到的迫害也随之加强。
而在卡爾巴拉省的塔荷蕾所扮演的角色最为人所知。她根据自己新生字母的称号和法蒂玛的化身的角色，进行了一些宗教改革的工作。巴孛在他的早期教义中强调遵守沙里亞法和虔诚行为的超越性。 但是，当巴孛宣示自己的地位直接来源于上帝后，其与保守伊斯兰教义的抵触也开始显现。塔荷蕾通过将巴孛显赫的上帝的显示者地位与谢赫派所认为的外表上服从的时代已过去的思想相结合，得出了巴孛的教义优先于伊斯兰教法的结论。塔荷蕾大约在1846年与巴孛本人之前就已经建立了这种联系。而在巴达什特会议上，这一说法被整个社区接受。
1848年，明确了脱离伊斯兰教与伊斯兰法的巴达什特会议，是巴比运动中最重要的事件之一。参与这次会议的知名人物有巴哈欧拉、库杜斯及塔荷蕾。在会议中，塔荷蕾基于巴孛的地位，说服了其他人脱离伊斯兰教以及新时代的来临。她不带面纱出席会议的举动，也是前述脱离的象征，而不带面纱在当时被认为是离经叛道的。会议进行的当月，巴孛被投入了监狱，且向王子及什叶派教士宣布了自己的马赫迪地位。
多个信息来源显示，在1848年至1850年之间，约有超过十万人该宗巴比教。1850年秋季有关报道的揭露了这些事件。而这也是巴孛之名首次见诸报端，虽然当时他已经被执行枪决了。

### 起义及屠杀
截至1848年，随着巴比教信徒愈发热忱，其与政府及宗教权威间发生了一定数量的冲突。在穆罕默德沙·卡扎爾沙阿去世后，一系列武装起义在包括大不里士在内的多个城市爆发。这些冲突导致了对巴比教信徒的屠杀，曾有巴哈伊信仰的书籍的作者估计，截至今日，约有两万名巴比信徒被杀害，而大部分发生在信仰出现的头二十年。前伊斯兰教学者丹尼斯·马塞恩教授研究了关于死亡及其人数的记录，来源包括巴比教、巴哈伊信仰、欧洲学者的记录了及伊朗，确认了死亡人数最多为两至三万。他说他无法给出有更多人死亡的证据。

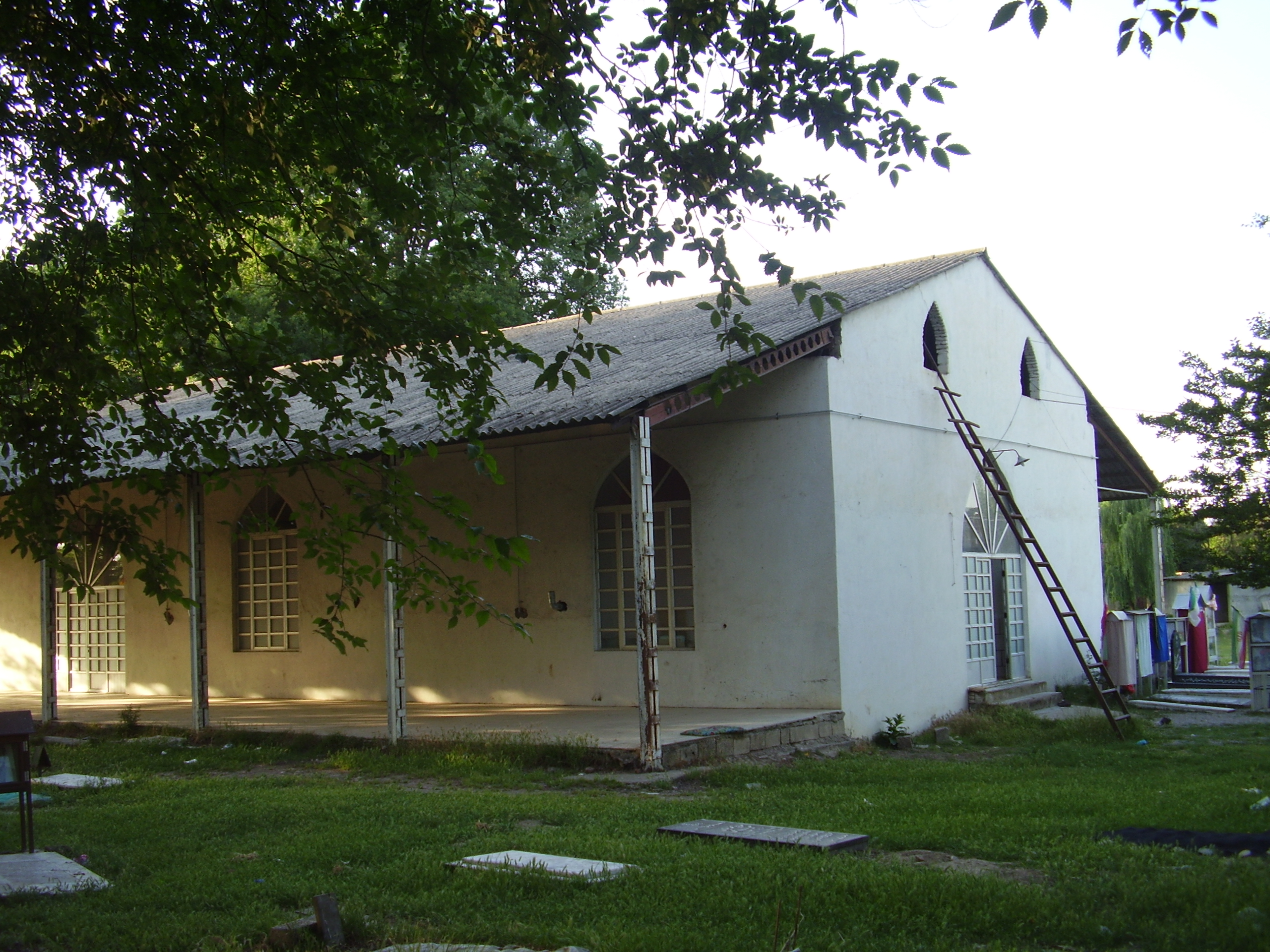
谢赫·塔巴尔西圣殿

#### 大不里士堡
在所有巴比教信徒与宗教权威人士的冲突中，第一次及最知名的一次发生在馬贊德蘭省的谢赫·塔巴尔西，此地约在现在巴博勒地区的的东南22公里处。从1848年10月至1949年5月，由库杜斯及穆拉·侯赛因带领的约300名（后来升至600名）巴比教信徒，抵挡了来自本地村民及梅赫迪·米尔扎王子指挥下的沙阿军队的进攻。他们被以消耗战及饥饿消弱后，被及虚假的安全允诺后，被处死及贩卖为奴隶。

#### 赞詹省动乱
位于西北的贊詹省的阿里·马丹汗要塞的战役是所有冲突最惨烈的战役之一。这场战役，共持续8个月（1850年5月至1851年1月），由被称为霍贾特的穆拉·穆罕默德·阿里-赞贾尼领导。此处的巴比社区人数在当地一位宗教领袖改宗巴比教后增加至约3000人。这场战役是伊斯兰教士及新兴的巴比教几年冲突的延续。地方行政长官要求这个城市分为两个部分，而那之后双方的敌意也开始增长。随后，巴比教信徒被人数众多的传统军队的攻击，导致了数千名信徒的伤亡。在霍贾特被杀后，巴比教信徒人数骤减。1851年1月，剩余的巴比教信徒被围攻后被军队屠杀。

#### 內里茲动乱
同时，一系列短期的抗议发生在法爾斯省的內里茲。瓦希德说服了一千五百人参与抗争，并导致了与当局的紧张且爆发了武装冲突。巴比教信徒抵抗住了当地政府及支援力量的进攻。在1850年6月17日后，瓦希德说服追随者接受政府提出的停火建议，但其后其本人及抗议人员也因此被杀，而当地村庄的巴比教社区也被抢掠，财产也被没收。1853年3月，该市的行政长官被巴比教信徒刺杀，这些事件导致了政府与巴比教信徒的第二波武装冲突，并持续到1853半年。期间大量巴比教信徒被屠杀，大量女性被略为奴。

### 巴孛被处决后

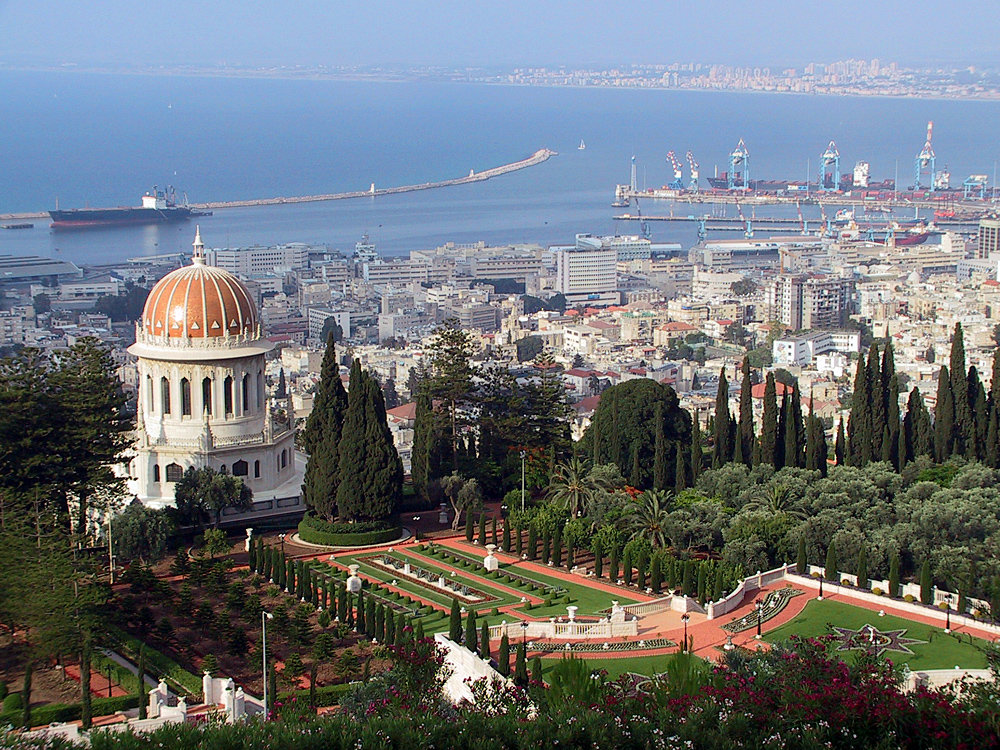
位于海法的巴孛陵寝

在赞詹省和內里茲的动乱的同一时间，被关押在奇赫里特监狱的巴孛和他的一位门徒被带出至监狱的城堡前处决。尸体被抛弃在野外几天后，巴比教信徒将其回收并安放在德黑兰附近的一处陵墓，并最终运往海法，安放在现在为巴孛陵寝的地方。
在巴孛被处决之后的两年中，有关巴比教信徒的信息相对较少。巴比教信徒分化成了两派，一派寻求对納賽爾丁·沙的暴力报复，另一派则在巴哈欧拉的领导下，试图通过说服和良好品质重建与政府的关系，继续推动巴孛的事业。

### 继承
巴孛在大部分的作品中均提及了一位应允者，并以“上帝将昭示天下者”称之，并表明他自己只是“上帝将昭示天下者手上的一枚戒指”。在巴孛死后的二十年中，有超过二十五人声称自己为巴孛所指的应允者，其中最有名的为巴哈欧拉。
在巴孛被处决的不久之前，他的一位信徒使巴孛注意到任命一位继承人的必要性，巴孛因此写了一定数量的书简给苏贝赫·阿扎尔及巴哈欧拉。阿扎尔派及巴哈伊信徒均以这些书简作为其领导地位的证据。有一些消息来源指出这种做法是在巴哈欧拉的建议下作出的。在其中一份一般被称为巴孛的遗嘱的书简中，苏贝赫·阿扎尔被认为被任命为巴比教创始人去世后巴比社团的领导人，而在同一书简的第二十七节，巴孛要求其“…服从上帝将昭示天下者…”。在被任命为继承人的时候，苏贝赫·阿扎尔还是一位青少年，其并未表现出对巴比运动的领导力，同时，他还住在其哥哥巴哈欧拉的家中。这使巴哈伊信徒相信巴孛任命苏贝赫·阿扎尔的目的在于将大家的注意力从巴哈欧拉的身上移开，这样巴比信徒可以更自由的与拜访巴哈欧拉并与其磋商，也让巴哈欧拉能更容易的与巴比信徒进行交流。
苏贝赫·阿扎尔的领导权一直存在着争议。他在巴格达的时将自己隐藏且伪装起来以疏远巴比社区，甚至在几个场合公开否认对巴孛的忠诚。苏贝赫·阿扎尔渐渐的使自己疏远与大部分的巴比信徒，而那些巴比信徒也开始跟随其他继承人。当时，巴哈欧拉与苏贝赫·阿扎尔都在巴格达，因为苏贝赫·阿扎尔将自己隐藏起来，巴哈欧拉承担了巴比教大部分的日常行政工作。
巴哈欧拉称，1853年在德黑兰的监狱中，天堂的女仆拜访了他，这象征着他作为上帝使者使命的开端。十年后在巴格达，巴哈欧拉第一次向小部分追随者公开宣示其为上帝将昭示天下者，而在1866年他向更多人公开宣示其地位。巴哈欧拉的宣示威胁了苏贝赫·阿扎尔的地位，因为上帝将昭示天下者所开启的新宗教将使巴比教的领导人失去其意义。因此，苏贝赫·阿扎尔提出了自己的主张，但他维持传统巴比教的尝试并不那么受欢迎，而其追随者也成为了少数派。

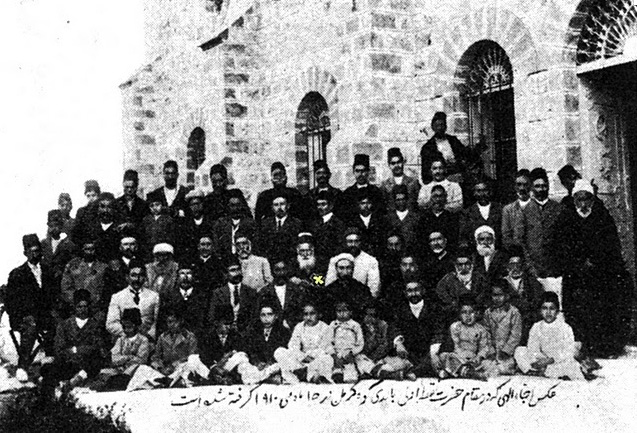
巴哈伊社区（1910年）

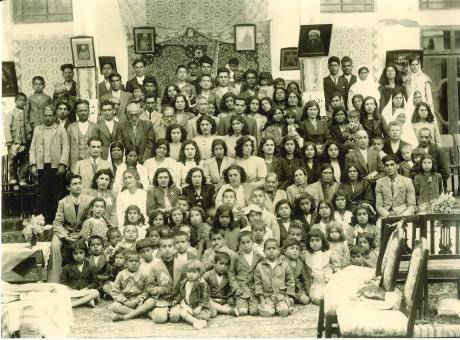
伊朗的阿扎尔派社区

最终，绝大多数巴比教徒承认巴哈欧拉是“上帝将昭示天下者“，并开始把自己称作巴哈伊。在1908年，巴哈伊信徒的数量约为五十万，而苏贝赫·阿扎尔的追随者最多只有一百人。
苏贝赫·阿扎尔于1912年逝世于賽普勒斯的阿莫霍斯托斯。他的追随者被称为阿扎尔派或阿扎尔派巴比教。丹尼斯·马塞恩认为，在波斯立宪革命中非常活跃的阿扎尔派巴比教信徒，在苏贝赫·阿扎尔逝世后由缺乏被普遍承认的中心组织，其发展进入了持续至今的停滞状态。
目前，阿扎尔派巴比教信徒估计约有几千人，他们主要生活在伊朗。“世界宗教数据库”在2010年估计巴哈伊约有七百三十万人，并表示“在过去一百年中，巴哈伊信仰是唯一一个在每个联合国区的信徒增长率均大于人口增长率的宗教”。巴哈伊社区在1991年估计其信徒数约为五百万。

## 宗教经典
巴孛的主要作品包括《盖尤穆勒-艾斯玛》及被巴比信徒视为取代古兰经地位的《波斯语巴扬经》等。后者已经被翻译为法文，而英文版只涵盖其中的部分章节。不幸的是巴孛的大部分作品已经丢失。巴孛自己说其创作超过五十万节左右的诗，而《古兰经》只有六千三百节。如果书的每页有二十五节诗，则其超过两万页书。

### 引用
1. 1 2 3  MacEoin, Dennis. . . 1989.
2. 1 2  Shoghi, Effendi. . Wilmette, Illinois, USA: Bahá'í Publishing Trust. 1944: 273–289  [2019-06-20]. ISBN 978-0-87743-020-9. （原始内容存档于2012-01-27）.
3. ↑  Brian D. Lepard. . Baha'i Publishing Trust. October 2008: 50  [March 20, 2011]. ISBN 978-1-931847-34-6. （原始内容存档于2020-10-10）.
4. ↑  Saiedi 2008，第27–28頁.
5. ↑  Saiedi 2008，第49頁.
6. 1 2 3 4 5 6 7  Browne, Edward G. . 1889  [2019-06-25]. （原始内容存档于2020-07-30）.
7. 1 2 3 4 5 6  Amanat, Abbas. Stephen J. Stein , 编. . The Encyclopedia of Apocalypticism. 2000, III: 230–254  [2019-06-25]. （原始内容存档于2011-10-18）.
8. 1 2 3  Esslemont 1980.
9. ↑  Farah, Caesar E. . Woodbury, NY: Barron's Educational Series. 1970  [2019-06-27]. （原始内容存档于2020-10-10）.
10. ↑  Hutter, Manfred. . Lindsay Jones  (编).  Vol. 2 2nd. Detroit: Macmillan Reference USA: 727–729. 2005.
11. ↑  Walbridge, John. . . East Lansing, Michigan: H-Bahai Digital Library. 2002  [2019-07-17]. （原始内容存档于2019-12-05）.
12. 1 2 3  MacEoin, Denis. . bahai-library.org. 23 March 2006  [11 July 2006]. （原始内容存档于2011-10-19）.
13. ↑  Smith, Peter. . . Oxford: Oneworld Publications: 312–313. 2000. ISBN 978-1-85168-184-6.
14. 1 2  Saiedi 2008，第15頁.
15. 1 2 3 4 5 6  Bausani, A. . . Leiden, The Netherlands: Koninklijke Brill NV. 1999.
16. ↑  Mehrabkhani, R. . Los Angeles, CA, USA: Kalimat Press. 1987: 58–73. ISBN 978-0-933770-37-9.
17. 1 2 3 4 5 6  MacEoin, Dennis. . . 1989.
18. ↑  Lawson, Todd. "The Authority of the Feminine and Fatima's Place in an Early Work by the Bab." The Most Learned of the Shiʻa: The Institution of the MarjaʼTaqlid (2007): 94-127.
19. ↑  . BBC.   [2 July 2006]. （原始内容存档于2009-02-25）.
20. ↑  Amanat 1989，第191頁.
21. 1 2  Saiedi 2008，第19頁.
22. ↑  Amanat, Abbas. . Stein, Stephen J.  (编). . New York: Continuum. 2000: 241–242. ISBN 978-0-8264-1255-3.
23. ↑  Amanat 1989，第171頁.
24. ↑  Amanat 1989，第230-31頁.
25. ↑  Amanat 1989，第230-231頁.
26. 1 2  Moojan Momen. . G. Ronald. 1981: xv, xvi, 4, 11, 26–38, 62–5, 83–90, 100–104 [1977]  [2020-08-18]. ISBN 978-0-85398-102-2. （原始内容存档于2020-10-10）.
27. 1 2 3  .  Online. 15 December 1988  [8 November 2013]. （原始内容存档于2019-06-09）.
28. ↑  National Spiritual Assembly of the Baháʼís of the United States. . National Spiritual Assembly of the Baha'is of the United States. 1977  [20 August 2013]. （原始内容存档于2020-10-10）.
29. ↑  "Mahometan Schism" （页面存档备份，存于）, Literary Gazette, 15 Nov. 1845, p. 757, 1st column, below middle
30. ↑  for example see:
  - "Mahomedan Schism" （页面存档备份，存于）, Vermont Watchman and State Journal, 19 Feb 1845, p. 4, second column, top
  - "Mahometan Schism" （页面存档备份，存于）, Signal of Liberty, p. 3, center top of full page view
  - "Mahometan Schism" （页面存档备份，存于）, The Eclectic Magazine of Foreign Literature, Science, and Art, Jan/Feb 1846, p. 142, bottom left then top of right columns
  - "A modern Mahomet" （页面存档备份，存于）, Boon's Lick Times, 4 Apr 1846, p. 1, fourth column, half way down
  - "Mahometan Schism", Morning Chronicle, 4 Apr 1846, p. 4, 5th column, top, as highlighted
  - "Mahometan Schism", South Australian, 7 April 1846 p. 3, bottom of second column, top of next, as highlighted
  - "Persia", South Australian Register, 11 Apr 1846, p. 3, 5th column near bottom, as highlighted
  - "Mahometan Schism" （页面存档备份，存于）, New Zealand Spectator Cook's Strait Guardian, 15 July 1846, p. 3, near bottom of text selection
31. ↑  Amanat 1989，第257頁.
32. ↑  Cheyne, The Reconciliation of Races and Religions, 29.
33. ↑  Amanat 1989，第258頁.
34. ↑  EB (1878).
35. 1 2 3  Smith, Peter. . . Oxford: Oneworld Publications: 55–59. 2000. ISBN 978-1-85168-184-6.
36. ↑  Smith, Peter. . Iranian Studies. Spring–Summer 1984, 17 (2–03): 295–301. JSTOR 4310446. doi:10.1080/00210868408701633.
37. ↑  . Historical documents and Newspaper articles. Baháʼí Library Online. 2010-09-17 [Autumn 1850]  [20 August 2013]. （原始内容存档于2012-01-04）.
38. ↑  Summary of General News, The Moreton Bay Courier, 4 January 1851, page 1s, 4th column, a bit down from the top
39. 1 2  MacEoin, Denis. . Religion. 1983, 13 (1983): 219–55  [2020-08-22]. doi:10.1016/0048-721X(83)90022-2. （原始内容存档于2011-06-05）.
40. 1 2  MacEoin, Denis. . Baha'i Studies Bulletin. 1983, 02 (3–1983): 68–72.
41. 1 2  MacEoin, Denis. . Baha'i Studies Bulletin. 1983, 02 (2–1983): 84–88.
42. 1 2  Smith, Peter. . . Oxford: Oneworld Publications: 331. 2000. ISBN 978-1-85168-184-6.
43. 1 2 3 4  Smith, Peter. . . Oxford: Oneworld Publications: 368–369. 2000. ISBN 978-1-85168-184-6.
44. 1 2 3  Smith, Peter. . . Oxford: Oneworld Publications: 260. 2000. ISBN 978-1-85168-184-6.
45. ↑  EB (1911).
46. ↑  The Attempted Assassination of Nasir al Din Shah in 1852: Millennialism and violence （页面存档备份，存于）, by Moojan Momen, 2011
47. ↑  The Attempted Assassination of Nasir al Din Shah in 1852: Millennialism and Violence （页面存档备份，存于）, by Moojan Momen, 2011
48. ↑  Momen, Moojan. . Nova Religio: The Journal of Alternative and Emergent Religions. August 2008, 12 (1): 57–82. JSTOR 10.1525/nr.2008.12.1.57. doi:10.1525/nr.2008.12.1.57.
49. 1 2  Amanat 1989，第384頁.
50. ↑  ʻAbdu'l-Bahá. Browne, E.G. (Tr.) , 编.  2004 reprint, with translator's notes. Los Angeles, USA: Kalimát Press. 2004: 37 [1886]  [2020-09-09]. ISBN 978-1-890688-37-0. （原始内容存档于2007-03-02）.
51. ↑  Taherzadeh, Adib. . Oxford, UK: George Ronald. 1976: 37  [2020-09-09]. ISBN 978-0-85398-270-8. （原始内容存档于2018-09-05）.
52. ↑  Manuchehri, S. . Research Notes in Shaykhi, Babi and Baha'i Studies. 2004, 7 (2)  [15 October 2008]. （原始内容存档于8 December 2004）.
53. 1 2 3 4  Cole, Juan. .   [22 June 2006]. （原始内容存档于2018-01-22）.
54. 1 2 3 4 5  MacEoin, Dennis. . . 1989.
55. 1 2  Barrett, David. . London, UK: Cassell & Co. 2001: 246. ISBN 978-0-304-35592-1.
56. ↑  Johnson & Grim 2013，第59–62頁.
57. ↑  International Community, Baháʼí. . The Baháʼís. 1992: 14  [2020-09-13]. （原始内容存档于2011-05-22）. 参数|magazine=与模板{{cite news}}不匹配（建议改用{{cite magazine}}或|newspaper=） (帮助)
58. ↑  Baháʼí International Community. . Baháʼí International Community. 2010  [5 March 2010]. （原始内容存档于2021-03-10）.
59. ↑  MacEoin 1992，第15頁.

## 延伸阅读
- Afnan, Habibuʾllah. Ahang Rabbani , 编. . Numen Book Series – Studies in the History of Religions -Texts and Sources in the History of Religions 122. Boston, USA: Brill; Leiden. 2008  [2020-08-16]. ISBN 978-90-04-17054 4. ISSN 0169-8834. （原始内容存档于2020-11-11）.
- Cheyne, Thomas Kelly. . Echo Library. 2007. ISBN 978-1406845464.
- MacEoin, Denis. . Cambridge, UK: British Academic Press and Centre of Middle Eastern Studies, University of Cambridge. 1994. ISBN 978-1-85043-654-6.
- MacEoin, Denis. . Leiden, The Netherlands: Brill. 2009  [2020-08-16]. ISBN 978-90-04-17035-3. （原始内容存档于2020-10-10）.
- Nabíl-i-Zarandí. Shoghi Effendi (translator) , 编.  Hardcover. Wilmette, Illinois, USA: Baháʼí Publishing Trust. 1932: 676 [1890]  [2020-08-16]. ISBN 978-0-900125-22-5. （原始内容存档于2007-02-02）.
- Smith, Peter. . Cambridge, UK: Cambridge University Press. 1987. ISBN 978-0-521-30128-2.